# Fiumefreddo di Sicilia
Fiumefreddo di Sicilia (Putieddi o Ciumifriddu in siciliano) è un comune italiano di 8 973 abitanti della città metropolitana di Catania in Sicilia.

## Geografia fisica

### Territorio
Fiumefreddo di Sicilia è situato alle pendici nord orientali dell'Etna lungo la Strada statale 114 Orientale Sicula, sulla costa jonica.
Il territorio presenta un'estensione pari a 12,05 km² (1205 ettari); confina ad est con il Mar Ionio, ad ovest con il Comune di Piedimonte Etneo, a nord con quello di Calatabiano e a sud con quello di Mascali.
Al centro di un'importante zona agrumaria, il territorio è quasi tutto in pianura, soprattutto nella parte che si estende verso il mare e la spiaggia di Marina di Cottone. La parte ovest e nord-ovest è, dalle pendici dell'Etna verso il mare, è circondata da colline in parte coltivate.

### Clima
Nel paese è presente un clima mediterraneo, pur con alcuni connotati di tipo subtropicale e continentale.
L'inverno assicura temperature massime diurne generalmente piuttosto miti ma l'escursione termica rispetto alle ore notturne può essere anche abbastanza pronunciata. L'estate, di lunga durata, si presenta molto calda, a volte con alti tassi di umidità.
Le precipitazioni raggiungono un minimo estivo molto marcato e un moderato picco nella stagione autunnale.

## Origini del nome
Il nome Fiumefreddo deriva dall'omonimo fiume Fiumefreddo ed è detto "di Sicilia" per distinguerlo da Fiumefreddo Bruzio in provincia di Cosenza. Originariamente il paese era chiamato "Castel Fiumefreddo" poiché l'originario nucleo cittadino era situato presso l'attuale quartiere Castello.

## Storia

### Le origini e i primi sviluppi
Il territorio dell'odierna Fiumefreddo di Sicilia fu, fino al 1296, parte del grande feudo di Calatabiano; all'incirca a partire da quella data divenne un feudo indipendente. Nel 1592 la famiglia Gravina, che era già proprietaria dei feudi di Calatabiano e Piedimonte, acquistò anche quello di Fiumefreddo, fino ad allora appartenente a Giovanni Pietro Cottone.
Nell'area del moderno quartiere Castello, una torre venne costruita dai baroni alla fine del XVI secolo per presidiare il territorio. Attorno alla torre, vennero eretti una piccola chiesa – dedicata alla Madonna del Rosario – ed un cimitero, nucleo del futuro centro abitato. Oltre alla torre-castello e al palazzo baronale, il centro si sviluppò con un grande casale (conosciuto attualmente come Casale Papandrea).
Dopo aver cambiato nuovamente proprietario nel corso degli anni, nel 1726 il feudo ritornò ai Gravina già principi di Palagonia e baroni di Calatabiano. Il 29 marzo 1762 il barone di Fiumefreddo Francesco Gravina-Cruyllas donò ai fedeli la chiesetta di Castello.
Nel frattempo, ad ovest del quartiere Castello, lungo il percorso delineato dalla via Pompeia - un’antica strada romana adesso sostituita dalla Orientale Sicula che congiungeva Messina a Siracusa – si formò un secondo nucleo abitato. Trattandosi di un luogo di forte transito, il piccolo quartiere fu subito caratterizzato dalla presenza di numerose botteghe. Questo spiega perché fu chiamato i Putijeḍḍi 'le Botteghelle' (diminutivo del siciliano a putija). Nel corso degli anni si assisterà ad un graduale spostamento del centro del paese dall'iniziale quartiere Castello al quartiere Botteghelle.

### Da feudo a Comune
Nel 1798 il feudo raggiunse una popolazione di circa 500 abitanti. Fu allora chiesto e nel 1801 concesso di elevare Fiumefreddo a Comune e nel 1812, con l'abolizione del sistema feudale, il comune divenne autonomo a tutti gli effetti. Venne scelto come santo patrono san Giuseppe e la chiesa Maria SS. del Rosario divenne chiesa matrice.
Da questo momento in poi, per il piccolo paese iniziò un periodo di sviluppo, in particolare per quanto riguarda le condizioni igienico-sanitarie.
Nel 1826 perse una parte del territorio comunale: infatti il borgo di San Basilio (l'attuale Presa) fu aggregato a Piedimonte.
I moti rivoluzionari del 1848 coinvolsero una piccola parte della popolazione, provocando, al ritorno dei Borboni, persecuzioni e arresti. Dal 1860, dopo lo sbarco di Garibaldi a Marsala, le vicende politiche del Comune seguirono quelle del resto della regione.
Nel 1875 il consiglio comunale concesse a Francesco De Maria la possibilità di ricercare, a sue spese, fonti d'acqua sotterranee e, per via di un accordo di enfiteusi perpetua redimibile, di disporne di tutta la quantità rinvenuta eccetto di 11,65 litri/secondo da destinare al Comune. Le ricerche non portarono però i risultati sperati al punto che, dopo un incidente nella galleria che portò alla morte di tre operai, il De Maria, ormai sfiduciato ed indebitato, fu vicino ad abbandonare la ricerca. Secondo la tradizione popolare fu l'apparizione in sogno dell'Immacolata a incoraggiare De Maria a proseguire gli scavi. La Madonna gli rivelò infatti che continuando a cercare avrebbe presto trovato acqua in abbondanza e così avvenne. Francesco De Maria allora, devoto e riconoscente alla Madonna, nel 1880 donò all'appena ultimata chiesa del quartiere centro, un prezioso simulacro della Madonna Immacolata che ancora oggi si trova nella cappella della navata sud della chiesa a lei dedicata. Questa statua, di pregevole fattura, fu scolpita in un unico tronco di pioppo siciliano dal noto scultore messinese Antonio Saccà. Per ricordare l'avvenimento, nel 1950 Francesco Pelluzza e Antonino Maugeri composero l'inno Tutta Santa, dedicato all'Immacolata, in cui è presente un verso che ricorda la scoperta dell'acqua.

### Età contemporanea
Negli anni sessanta e ottanta Fiumefreddo è stata destinazione di un forte flusso immigratorio dovuto alla presenza sul territorio delle cartiere Siace (chiuse alla fine degli anni ottanta) e Keyes (la cui attività è cessata all'inizio degli anni 2000).

### Simboli
Lo stemma e il gonfalone sono stati concessi con decreto del presidente della Repubblica del 15 luglio 1950. Lo stemma si può blasonare:
Nello stemma del comune di Fiumefreddo di Sicilia campeggia la Torre Rossa con una banda trasversale azzurra. La Torre Rossa, verosimilmente edificio funebre di età romana, è ancora parzialmente visibile nell'omonimo quartiere. I resti dell'edificio con il terreno circostante sono stati recentemente acquisiti dal Comune.
Il gonfalone è un drappo di verde.

## Monumenti e luoghi d'interesse

### Architetture religiose

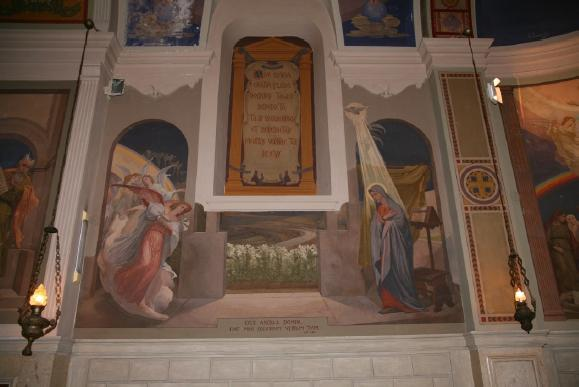
Un affresco nella Chiesa Madre

- Chiesa madre di Maria Santissima Immacolata;
- Chiesa di Maria Santissima del Rosario, detta "del castello", eretta a partire dal XVIII secolo.

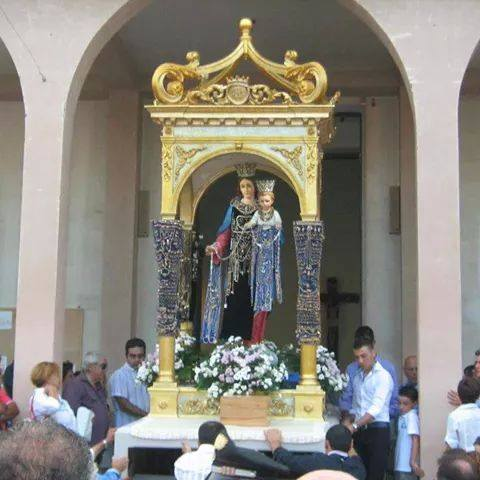
Uscita della tradizionale processione in onore di Maria Santissima della Catena, che si svolge ogni prima domenica di settembre presso la chiesa del castello.

### Architetture civili

#### Castello degli schiavi

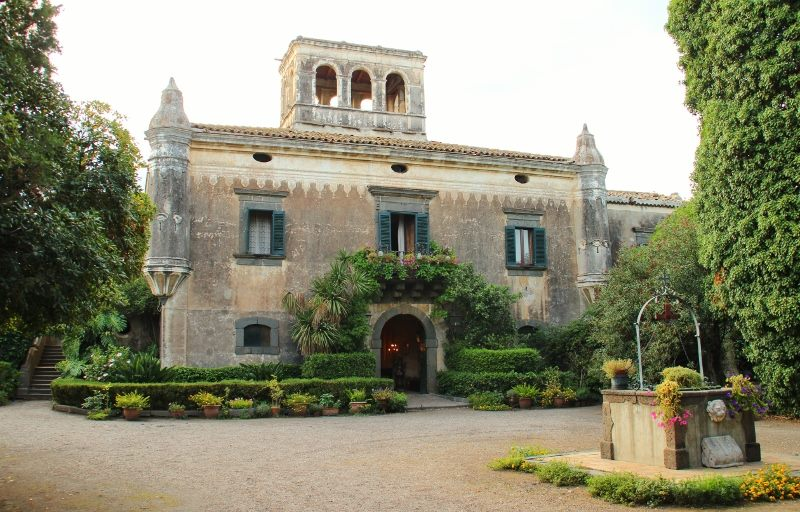
Castello degli schiavi

Il nome del castello veniva fatto derivare da una leggenda, risultato di una storia romanzata negli anni '20 del Novecento. Si fantasticava che, circa due secoli or sono, un abile medico palermitano di nome Gaetano Palmieri guarì il figlio del principe di Palagonia, Gravina-Cruyllas, il quale, per gratitudine, gli donò un appezzamento di terreno situato vicino al fiume Fiumefreddo. Il Palmieri vi costruì una villa fortificata e vi abitava spesso, in quanto molto gradita da sua moglie Rosalia, che però amoreggiava con un certo Nello Corvaja, di Taormina. Sfortunatamente, un giorno sbarcarono dei pirati turchi, che saccheggiarono e rapirono i due proprietari, ma quando stavano per fuggire furono raggiunti da un gruppo di giovani armati, arrivati da Taormina con a capo il Corvaja, che sconfissero i turchi. Per ringraziare il Signore eressero una chiesetta dedicata alla Madonna della Sacra Lettera e fu costruita una loggia nella quale vennero poste le due statue di turchi, che sembrano guardare verso il mare, ansiosi di essere liberati dai loro compagni, da cui il nome degli Schiavi.
Al giorno d'oggi il castello è di proprietà privata, della famiglia Platania, baroni di Santa Lucia. Un grande portale con un arco in pietra lavica funge da ingresso, con al centro un saraceno arrabbiato, sormontato da una conchiglia tipica del barocco catanese. Del castello colpisce la loggia sulla sommità con le due statue dei turchi, larga 4,5 m per 3 m e alta 3 m, utile per sorvegliare. Gli interni si compongono di due piani, di cui il superiore è composto da otto stanze, mentre il piano inferiore è collegato con lo scantinato, nel quale è presente una botola da cui si accede a un passaggio sotterraneo, che si presume portasse alla « Torre Rossa ».
 Al cortile si affaccia la chiesetta edificata nel 1544 da Ferdinando Gravina-Crujllas e dedicata a San Giovanni, per poi essere dedicata nel 1840 alla Madonna della Lettera.

#### Torre rossa

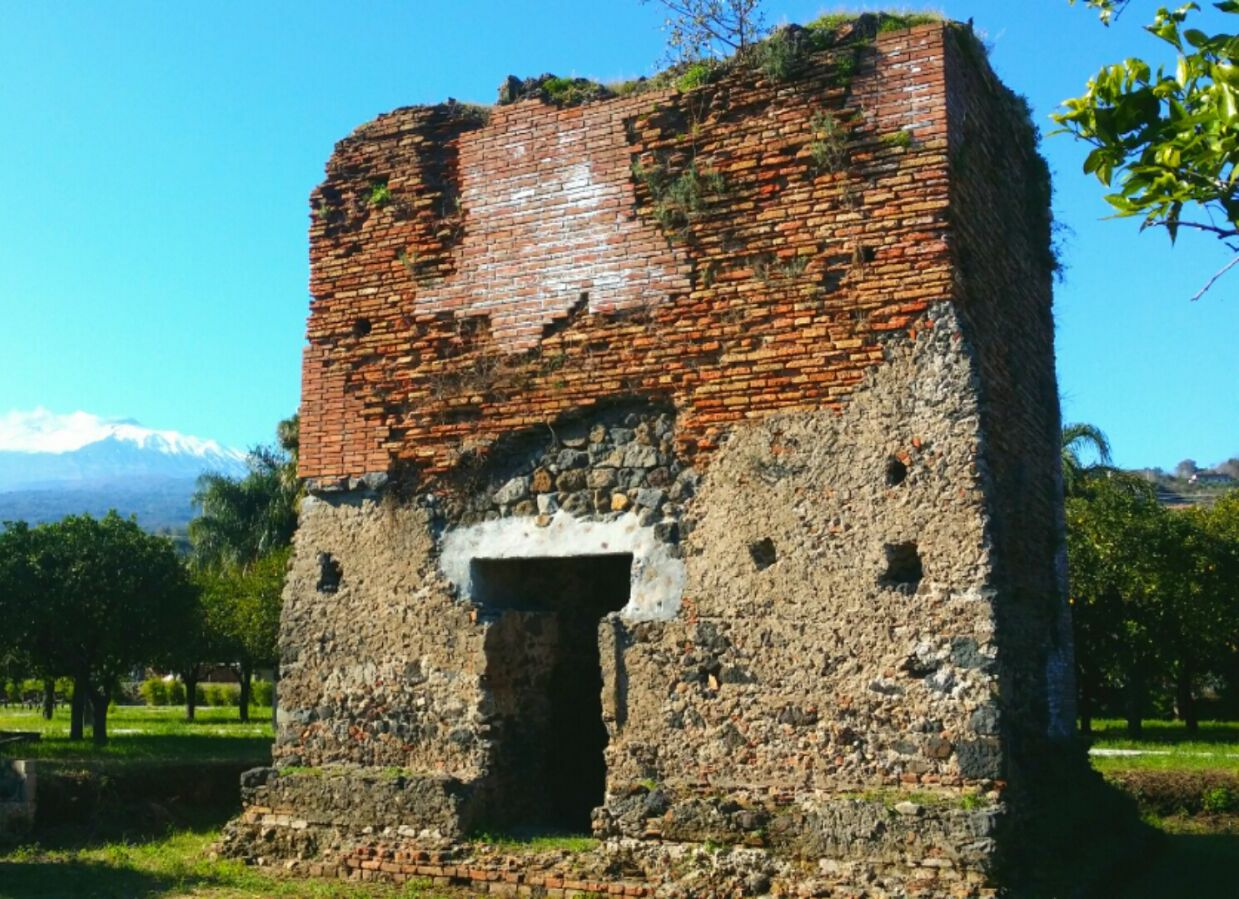
Torre Rossa con l'Etna sullo sfondo

Edificio funebre di età romana che si erge in un agrumeto a ridosso della SS 120. La costruzione, seppur compromessa nei secoli dall'azione degli agenti atmosferisci, ha forma di un parallelepipedo ed è realizzata interamente in mattoni di terracotta, da qui ne deriva la denominazione "rossa".

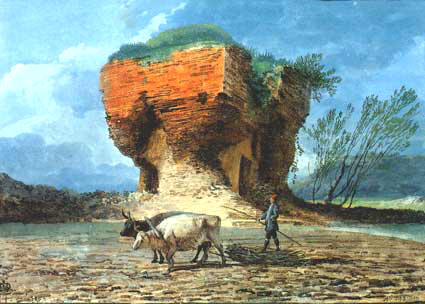
Dipinto raffigurante la torre rossa

## Società

### Evoluzione demografica
Abitanti censiti

### Etnie e minoranze straniere
Secondo i dati ISTAT al 1º gennaio 2011 la popolazione straniera era di 356 persone. Le nazionalità maggiormente rappresentate in base alla loro percentuale sul totale della popolazione residente erano:
- Romania 171 1,73%
- Cina 34 0,35%

## Geografia antropica

### Castello

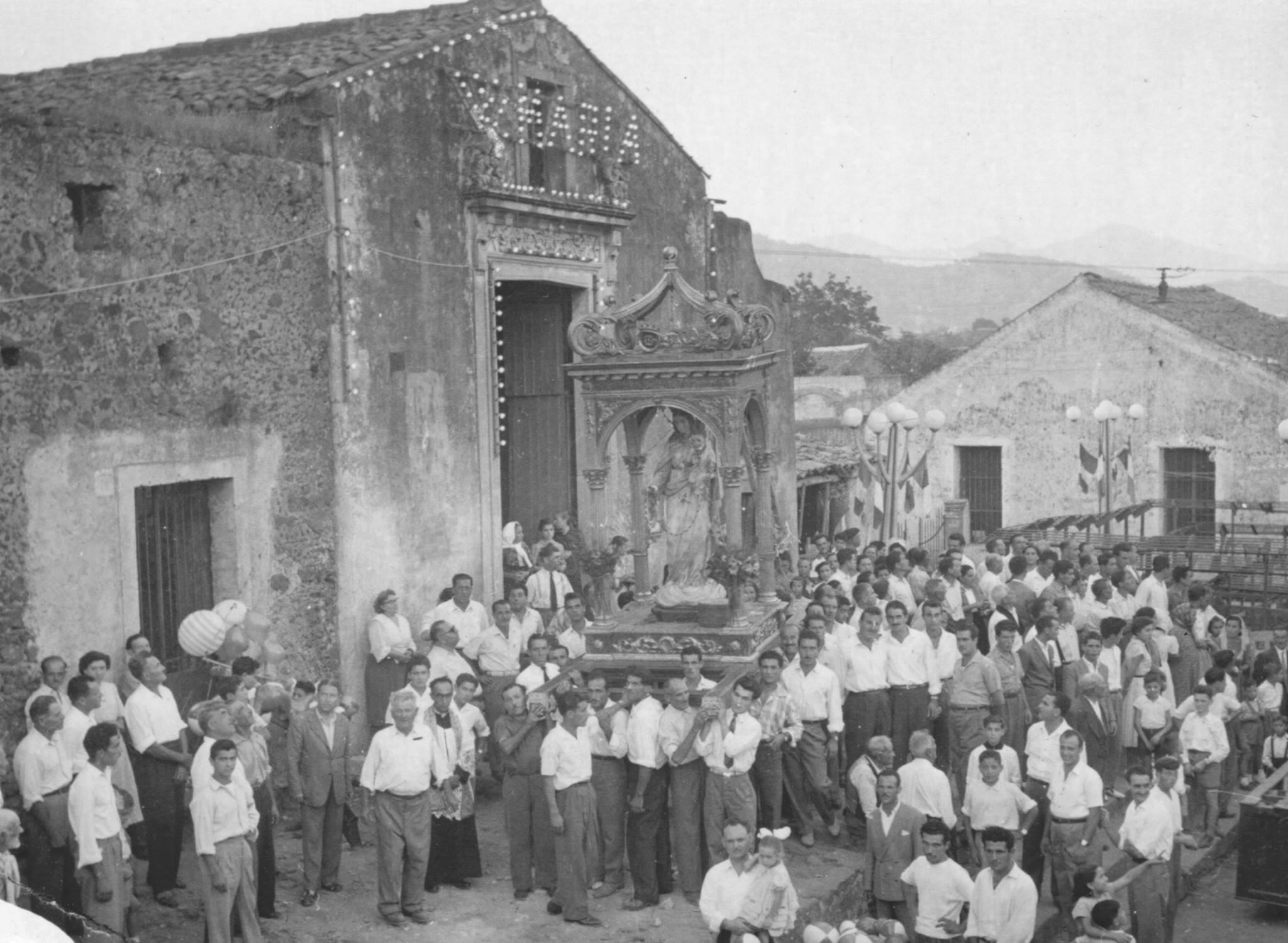
L'antica chiesa Maria SS.del Rosario di Castello

L'attuale quartiere "Castello" rappresenta il nucleo originario del paese. Secoli fa il paese era un feudo appartenente alla famiglia Gravina, già proprietaria dei feudi di Calatabiano e Piedimonte.
Il nome "castello" deriva dalla presenza di una torre che serviva a controllare le terre dall'alto e a fornire un'abitazione ai feudatari. Accanto a questa torre vi erano l'antico cimitero e l'originaria chiesa dedicata alla Madonna del Rosario, donata ai fedeli nel 1762.
Proprio per l'importanza del nucleo abitativo creatosi, il paese originariamente prese il nome di "Castel Fiumefreddo", in latino "Castrum Fluminis Frigidi".

## Economia
Fiumefreddo è un importante centro di produzione e commercio di agrumi e di prodotti florovivaistici, la cui coltura interessa gran parte della superficie coltivata. Anche la piccola industria dà un discreto apporto economico alla cittadina, così come il turismo estivo: le spiagge comunali (Marina di Cottone) sono state premiate con la Bandiera Blu in diversi anni (1988, 2006, 2007, 2008, 2009, 2010 e 2011). Importante da questo punto di vista è anche la riserva del fiume Fiumefreddo per la sua valenza naturalistica.

## Infrastrutture e trasporti

### Strade
Fiumefreddo di Sicilia è servita da uno svincolo dell'Autostrada A18 Messina-Catania ed è attraversata dalla strada statale 114 Orientale Sicula in direzione nord-sud ed è caposaldo della strada statale 120 dell'Etna e delle Madonie.

### Ferrovie
Nel territorio comunale di Fiumefreddo di Sicilia è presente una stazione ferroviaria.

### Mobilità urbana
Oltre ai treni locali, regionali e diretti, che fermano nella omonima stazione Fiumefreddo è collegata da servizi bus con i comuni limitrofi e con i capoluoghi di provincia Catania e Messina. Nel periodo estivo vengono istituiti dei servizi-navetta verso la località balneare di Marina di Cottone. Dista 37 chilometri da Catania e 53 da Messina.
Fiumefreddo è anche provvista di una breve pista ciclabile in sede separata della lunghezza complessiva di circa 750 metri per separare fisicamente il traffico delle automobili e centauri da quello delle biciclette.

## Amministrazione

### Sindaci eletti dal consiglio comunale (1946-1993)
| Periodo           | Periodo           | Primo cittadino          | Partito | Carica  | Note     |
| ----------------- | ----------------- | ------------------------ | ------- | ------- | -------- |
| 18 febbraio 1946  | 16 settembre 1948 | Fichera                  |         | Sindaco |          |
| 1951              | 23 novembre 1960  | Felice Carmelo Maimone   |         | Sindaco |          |
| 23 novembre 1960  | 17 novembre 1961  | Antonino Belfiore        |         | Sindaco | 1ª volta |
| 17 novembre 1961  | 9 dicembre 1964   | Domenico Miano           |         | Sindaco | 1ª volta |
| 9 dicembre 1964   | 4 luglio 1970     | Antonino Belfiore        |         | Sindaco | 2ª volta |
| 4 luglio 1970     | 25 gennaio 1973   | Salvatore Zagami         |         | Sindaco |          |
| 25 gennaio 1973   | 28 febbraio 1974  | Giuseppe Fiume           |         | Sindaco |          |
| 28 febbraio 1974  | 13 settembre 1975 | Angelo Leonardi          |         | Sindaco | 1ª volta |
| 13 settembre 1975 | 19 dicembre 1975  | Carlo Emanuele Giannetto |         | Sindaco |          |
| 19 dicembre 1975  | 23 febbraio 1977  | Rosario Sorbello         |         | Sindaco |          |
| 23 febbraio 1977  | 27 giugno 1980    | Angelo Leonardi          |         | Sindaco | 2ª volta |
| 27 giugno 1980    | 5 agosto 1982     | Sebastiano Valastro      |         | Sindaco | 1ª volta |
| 5 agosto 1982     | 21 novembre 1983  | Antonino Aloisi          |         | Sindaco |          |
| 21 novembre 1983  | 26 luglio 1985    | Salvatore Sgroi          |         | Sindaco |          |
| 26 luglio 1985    | 3 giugno 1987     | Sebastiano Valastro      |         | Sindaco | 2ª volta |
| 3 giugno 1987     | 6 luglio 1987     | Mariano Lo Giudice       |         | Sindaco | 1ª volta |
| 6 luglio 1987     | 3 marzo 1988      | Carmelo Famà             |         | Sindaco |          |
| 3 marzo 1988      | 28 dicembre 1988  | Mariano Lo Giudice       |         | Sindaco | 2ª volta |
| 28 dicembre 1988  | 13 luglio 1990    | Giuseppe Forzisi         |         | Sindaco |          |
| 13 luglio 1990    | 18 ottobre 1991   | Giuseppe Patanè          |         | Sindaco | 1ª volta |
| 18 ottobre 1991   | 25 novembre 1992  | Domenico Miano           |         | Sindaco | 2ª volta |
| 25 novembre 1992  | 5 dicembre 1993   | Giuseppe Patanè          |         | Sindaco | 2ª volta |

### Sindaci eletti direttamente dai cittadini (dal 1993)
| Periodo         | Periodo        | Primo cittadino     | Partito      | Carica  | Note          |
| --------------- | -------------- | ------------------- | ------------ | ------- | ------------- |
| 5 dicembre 1993 | 29 maggio 2002 | Marinella Fiume     | Lista civica | Sindaca | 1ª e 2ª volta |
| 29 maggio 2002  | 9 maggio 2012  | Sebastiano Nucifora | Lista civica | Sindaco | 1ª e 2ª volta |
| 9 maggio 2012   | 12 giugno 2017 | Marco Alosi         | Lista civica | Sindaco |               |
| 12 giugno 2017  | 14 giugno 2022 | Sebastiano Nucifora | Lista civica | Sindaco | 3ª volta      |
| 14 giugno 2022  |                | Angelo Torrisi      | Lista civica | Sindaco |               |

### Gemellaggi
- Oelsnitz (Vogtland), dal 2002
- Aš, dal 2002

### Altre informazioni amministrative
Il comune di Fiumefreddo di Sicilia fa parte delle seguenti organizzazioni sovracomunali: regione agraria n.7 (Colline litoranee di Acireale).

## Sport

### Calcio
Il calcio a Fiumefreddo ha un discreto trascorso a livello regionale; la principale squadra è stata l'Unione Fiumefreddo, società calcistica nata nel 1970 che ha vinto il campionato di Promozione nel 2005/2006 (dove giunge fino alla finale della coppa di categoria perdendo poi 2-1 contro il Terrasini), nella stagione 2006/2007 partecipa al campionato di Eccellenza piazzandosi al 7º posto (miglior risultato in assoluto per il calcio fiumefreddese), prima di veder ceduto il titolo sportivo all'Aci Sant'Antonio.
Da ricordare è, nella stagione 2011/2012, il record della Fiumefreddese F.C., capace di vincere 26 partite consecutive e stabilire così un primato a livello continentale. Nella stagione 2017/2018, grazie allo spostamento del titolo del Milo, a Fiumefreddo si ritorna a disputare il campionato di Promozione, con la denominazione A.S.D. Atletico Fiumefreddo. Attualmente il calcio nel comune ionico-etneo è rappresentato dallo Sporting Fiumefreddo, società militante nel campionato di Seconda Categoria. Si ricordano, inoltre, i trascorsi del Real Fiumefreddo nel campionato provinciale di Serie D di calcio a 5.

### Corsa
È attiva l'ASD Etna Running. Inoltre la marina fiumefreddese rappresenta il punto di partenza della SuperMaratona dell'Etna, la gara di corsa in montagna col più grande dislivello del mondo (0-3.000 m s.l.m.).

### Pallavolo
Attualmente è attiva una sola società, la Bruno Euronics Papiro Volley fondata nel 2009 e militante dalla stagione 2014/2015 nel campionato nazionale di serie B2, prima società sportiva fiumefreddese a raggiungere tale livello professionistico. Al contempo la squadra femminile partecipa invece al campionato regionale di serie D. In passato sono state attive anche due società femminili, la Virtus Fiumefreddo e la Torrerossa, che nel campionato 2009/2010 raggiunge il massimo traguardo per il volley femminile fiumefreddese partecipando al torneo di serie D e giungendo al 7º posto.

### Pallacanestro
La nascita della pallacanestro nella comunità di Fiumefreddo risale alla fine degli anni 80, quando un gruppo di cittadini appassionati diedero vita ad una piccola società sportiva che si ricorda per aver disputato la serie C femminile. Nel 1989 nasce la Libertas Fiumefreddo, società che riesce subito a dar vita ad un settore giovanile, che arriva a vincere il campionato di Promozione maschile 1995/1996 e si piazza terza nel campionato di serie D nel 1996/97. Dopo diverse problematiche a livello societario ed un lungo letargo a livello giovanile, la società riesce comunque a restare in vita Nell'estate 2013 la Libertas diventa ufficialmente centro minibasket riconosciuto a livello federale con all'attivo circa 70 atleti. Nell'estate 2021, dopo oltre vent'anni ritorna in serie D.

### Altri sport
- Tennis Club Fiumefreddo
- Team Sporting Liu-bo
- Racing Karting Club Fiumefreddo